# Indisk filosofi
Termen indisk filosofi (sanskrit: Darshanas) kan referera till någon av de många traditionella filosofiska tänkanden på den indiska subkontinenten, inkluderande hinduisk filosofi, buddhistisk filosofi och jainism.